# Gregg Semenza
Gregg Leonard Semenza (Nova York, 1956) és un premi Nobel americà professor de pediatria, radioteràpia, bioquímica, medicina i oncologia a l'escola de medicina de la Universitat Johns Hopkins. És director del programa vascular a l'Institut d'Enginyeria Cel·lular. Va rebre el premi Lasker a la recerca mèdica bàsica el 2016. És conegut pel seu descobriment de HIF-1, que permet que les cèl·lules canceroses s'adaptin als ambients pobres d'oxigen. Va compartir el Premi Nobel de Fisiologia o Medicina del 2019 per "descobriments de com les cèl·lules senten i s'adapten a la disponibilitat d'oxigen" amb William Kaelin Jr. i Peter J. Ratcliffe.

## Trajectòria
Semenza es va graduar a l'escola Sleepy Hollow el 1974. Com a estudiant a la Universitat Harvard, va estudiar genètica mèdica i va associar gens al cromosoma 21. Per al seu doctorat a la Universitat de Pennsilvània, va seqüenciar gens relacionats amb el trastorn genètic recessiu, beta-talassèmia. Va completar posteriorment la seva residència de pediatria a l' Hospital Universitari Duke abans de fer una beca postdoctoral a la Universitat Johns Hopkins. Esdevingué director fundador del Programa Vascular del Johns Hopkins Institute for Cell Engineering després del seu post doctorat.

## Recerca

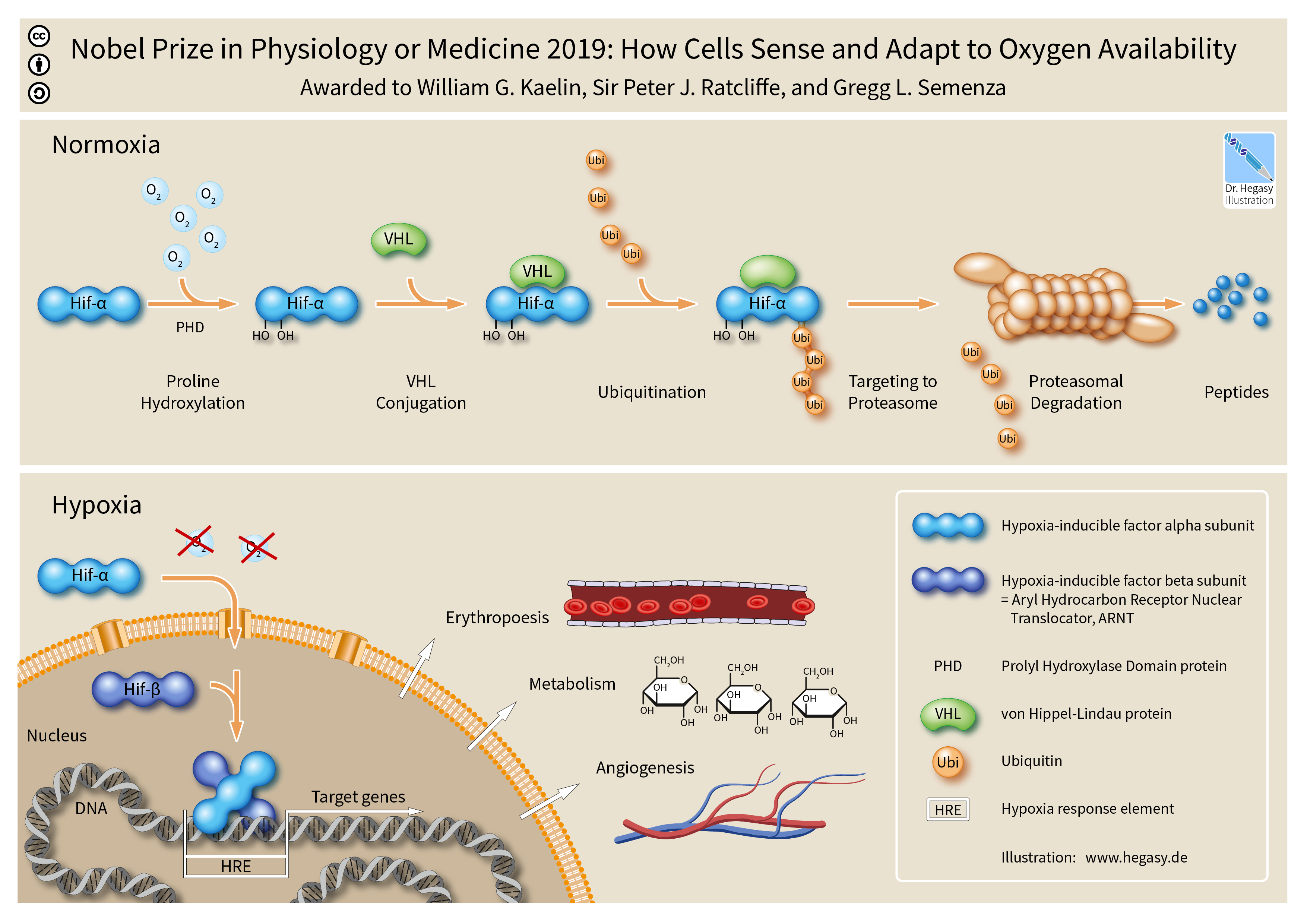
Il·lustració de com les cèl·lules senten i s'adapten a la disponibilitat d'oxigen.

Com a investigador postdoctoral a la Johns Hopkins, Semenza va avaluar l'expressió gènica en animals transgènics per determinar com aquesta afectava la producció d'eritropoietina (EPO), coneguda per formar part dels mitjans per reaccionar a l'hipòxia o amb nivells baixos d'oxigen a la sang. Va identificar les seqüències gèniques que van expressar factors inductibles de la hipòxia (HIF). El seu treball va demostrar que les proteïnes HIF constaven de dues parts; HIF-1β, una base estable en la majoria de condicions, i HIF-1α que es deterioraven quan hi havia nivells nominals d'oxigen.Va trobar que HIF-1α és essencial per al procés de producció de l'EPO, ja que els subjectes modificats per tenir deficiència de HIF-1α tenien vasos sanguinis malformats i disminuïen els nivells d'OEP. Aquestes proteïnes HIF es van trobar a diversos animals de prova. Va comprovar que la sobreproducció de HIF-1α podria portar el càncer en altres subjectes.
La investigació de Semenza es va sobreposar a la de William Kaelin i Peter J. Ratcliffe per determinar el mecanisme de detecció d'oxigen a les cèl·lules i com la producció d'EPO està regulada per HIF i altres factors. Això ha provocat el desenvolupament de fàrmacs per ajudar a regular aquests processos per a pacients amb anèmia i insuficiència renal.

## Vida personal
Semenza va néixer el 1956 a Flushing, Nova York. Amb els seus quatre germans va créixer al comtat de Westchester, Nova York.
Semenza està casat amb Laura Kasch-Semenza, a qui havia conegut mentre estava a Johns Hopkins, i que treballa en una de les instal·lacions de genotipat de la universitat.

## Premis
- 1989: Lucille P. Markey Scholar Award en Ciències Biomèdiques, Markey Trust[11]
- 1995: Membre elegit de la American Society for Clinical Investigation[12]
- 2000: Premi E. Mead Johnson per a la Recerca en Pediatria, Society for Pediatric Research[13]
- 2008: Membre electe de l'Acadèmia Nacional de les Ciències[14]
- 2008: Membre electe de l' Associació de Metges Nord-americans[15][11]
- 2010: Premi Internacional Gairdner Foundation[16]
- 2012: elegit a l'Institut de Medicina[17]
- 2012: Gran Premi Científic de la Fundació Lefoulon-Delalande[18]
- 2012: Premi Stanley J. Korsmeyer, Societat Americana d'Investigació Clínica[19]
- 2014: Premi Wiley[20]
- 2016: Premi Lasker (amb William Kaelin i Peter J. Ratcliffe)[8][21]
- 2019: Premi Nobel de Fisiologia o Medicina (amb William Kaelin i Peter J. Ratcliffe), atorgat pel comitè del Premi Nobel "pels seus descobriments de com les cèl·lules senten i s'adapten a la disponibilitat d'oxigen".[4][22][23]